# Jean Lafont (manadier)
Pour les articles homonymes, voir Jean Lafont et Lafont.

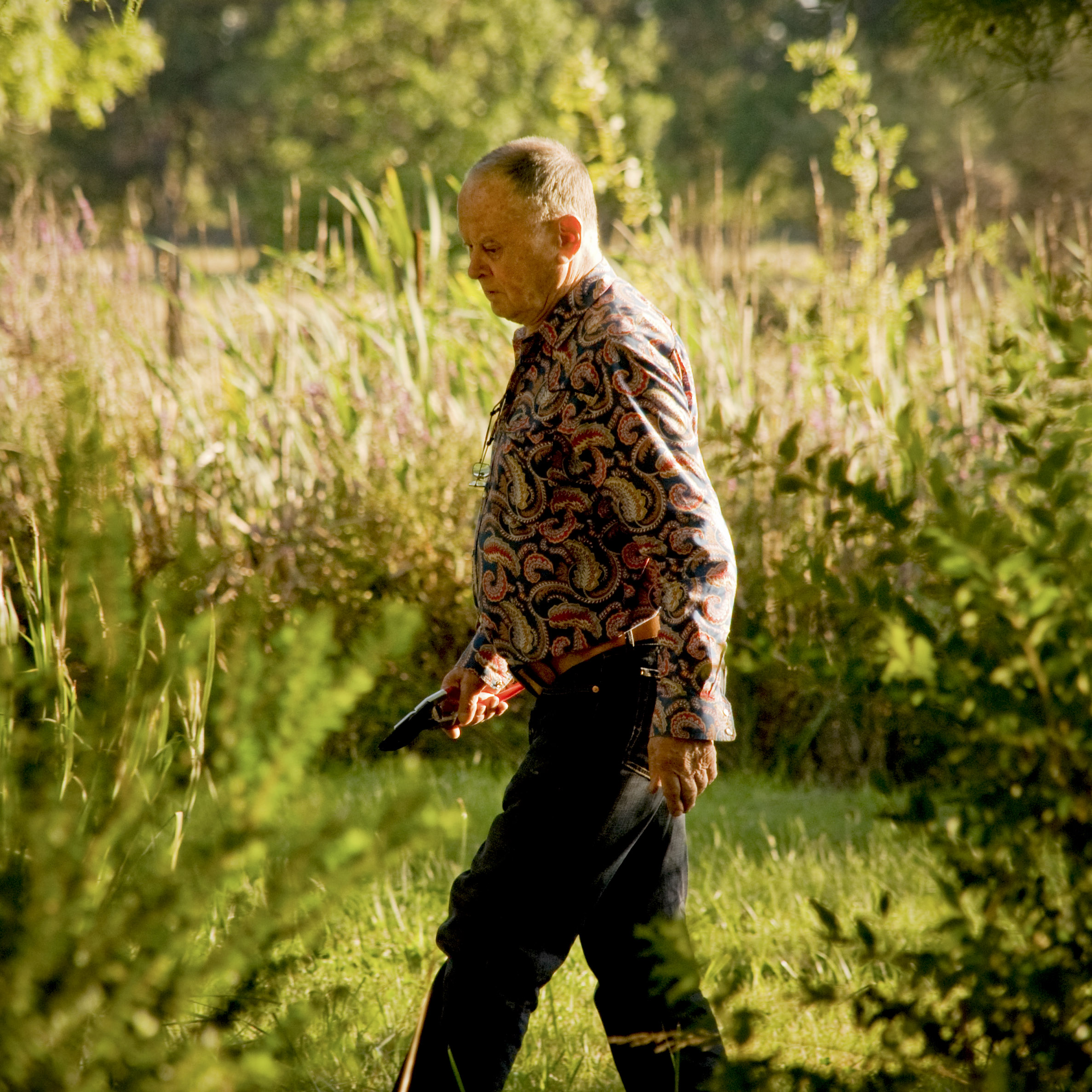
Jean Lafont en 2009 dans son jardin.

Jean Lafont, né le 22 novembre 1922 à Saïgon (ou le 12 novembre 1922 à Bouéni, Mayotte) et mort le 13 janvier 2017 à Nîmes, est un manadier français.

## Biographie
Issu d'une famille installée dans la région de Sommières depuis le XVIIe siècle, fils de l'avocat puis magistrat Maurice Lafont et de la Russe Klara Zaslavskaïa, fille d'un riche marchand juif ukrainien tué durant la Révolution russe de 1917, Jean Lafont naît le 22 novembre 1922 à Saïgon. Il grandit avec son frère, Pierre, qui sera un temps raseteur, affrontant notamment Vovo. Il est de confession protestante.
Rapatrié en France en 1924, il est élevé par sa tante Alice à Aimargues (où il vit chez son grand-père Albert, notaire,, et s'enthousiasme pour les courses libres place du Castellas) puis Nîmes, dans un appartement de la rue Émile-Jamais.
Ayant reçu son premier cheval, Paturon, à 14 ans, il devient gardian amateur pour Bernard de Montaut-Manse à la fin des années 1930, où il est formé par le gardian Jean Sol. Au printemps et à l'automne de 1938, il assiste à ses premières corridas, où torée Rafael Ponce Navarro (es).
Après avoir fait ses classes au lycée de garçons de Nîmes, où il se passionne pour la philosophie et le grec ancien, il obtient son baccalauréat à 17 ans et part poursuivre des études (selon la tradition familiale) à la faculté de droit et des sciences économiques de Montpellier, où il se montre « plutôt doué, mais dilettante ». Éprouvant une certaine désaffection vis-à-vis du domaine juridique, il rejoint l'École des beaux-arts de Marseille dans la section d'architecture.
Mais la Seconde Guerre mondiale éclate. À partir de 1942, pour éviter d'être requis pour le service du travail obligatoire, il se cache dans les marais de Camargue, où il retrouve Jean Sol et prend le « goût des taureaux ». Nomade, il passe ses journées à jouer aux cartes, et fait de la contrebande de cigarettes dans les bars nîmois. Tandis que son cousin Jacques est déporté à Buchenwald, il échappe de justesse à une rafle. Il s'installe chez le gardian Fernand Féraud puis au mas de Carrelet. C'est à cette époque qu'il investit dans une première vache, la Blonde, qui, ayant rejoint le cheptel de Montaut-Manse, remporte un franc succès dans les courses.
À la Libération, il s'engage dans le 1er régiment de chasseurs parachutistes. Son engagement, qui prend fin le 8 août 1945, lui vaut la médaille des Engagés volontaires. La même année, il obtient par dérogation sa licence en droit interrompue en 1940, puis devient avocat stagiaire auprès de Montaut-Manse. En compagnie d'un maître du barreau parisien, il est envoyé plaider la grâce d'Angelo Chiappe, préfet collaborateur condamné à mort, auprès de Charles de Gaulle, mais échoue à le convaincre. Chiappe est fusillé le 23 janvier 1945 devant les arènes de Nîmes. Jacky Siméon estime que cet épisode, qui l'a affecté, a pu l'inciter à renoncer à une carrière d'avocat.
Du moins délaisse-t-il l'emploi, attiré par la course camarguaise. Demeuré un temps encore auprès de Montaut-Manse, il reçoit — toujours en 1945 — un coup de corne dans les arènes de Tarascon, qui lui vaut une hospitalisation d'un mois à la clinique Sainte-Anne. En 1946, aidé par son cousin Jacques, sa belle-mère Antoinette de Fleurieu et son oncle Georges Bénézet, il achète la manade Combet aux frères Marcel et René Delbosc. Il entre en possession de son bien dès le 11 mars. Bien qu'il suscite dans un premier temps la méfiance du milieu taurin, mais parvient peu à peu à se faire accepter par son « audace », il s'appuie sur l'expérience de l'ancien propriétaire, Fernand Granon, lui rendant visite à la « Maison aux volets verts » et conservant ses gardians. Il s'attache aussi à rationaliser la gestion de l'élevage. Il prend cependant, contre l'avis de Granon, l'initiative de céder un lot de douze vaches à son ancien mentor Montaut-Manse. Il prend plaisir à mener ses bêtes lors des nombreuses abrivados auxquelles la manade participe (parfois seul, ce qui relève de la gageure). Il met toutefois fin à cette pratique après 1960 et l'abattage d'une de ses vaches favorites.
Il obtient au total dix Biòu d'or.
De 1951 à 1952, il est capitaine de la Confrérie des gardians. Installé au mas Le Machou, au Cailar, il accueille notamment dans les années 1960 Alain Delon et Romy Schneider (auxquels il propose un réveillon provençal) ou Régine en cette ancienne bergerie. L'ayant cédé à Marie-Laure Volpellière, il est ensuite installé au mas des Hourtès, également au Cailar, par Marie-Laure de Noailles (dont il avait fréquenté le salon parisien à partir de 1954 et avec qui il avait entretenu une brève liaison). Il y aménage une vaste bibliothèque, comprenant des ouvrages de dendrologie, de poésie surréaliste, ainsi qu'un dictionnaire franco-provençal annoté par Frédéric Mistral. Le sculpteur César réalise une rotonde devant la propriété. Usufruitier du mas et du domaine attenant de 22 hectares, il s'y installe définitivement et en hérite à la mort de sa bienfaitrice en 1981. Toujours après sa mort, il habite à Paris chez Cristiana Brandolini d'Adda (en) dans son hôtel particulier de la rue du Cherche-Midi à Paris. Celle-ci déclarera d'ailleurs plus tard : « Ici, il avait une famille, c'était la mienne. » Elle l'emmène à New York où il se rend vêtu en gardian.
Il tient un temps une boutique d'antiquités rue de Miromesnil à Paris, puis rue de Bernis à Nîmes.
Il se passionne également pour l'opéra, la peinture, la musique, la vitesse, ou les arbres. En 1953, il court le rallye Monte Carlo avec le garagiste Louis Roque, au volant d'une Porsche 356, et termine 240e. Il est aussi membre de l'International Dendrology Society (de)), ainsi que de la Société des amateurs de jardins.
En 1958, après la mort du Cosaque, il transporte sa tête à Paris avec l'aide de son gardian Germain Quilès pour la naturaliser et l'offrir au club taurin portant son nom à Beauvoisin. La même année, Bernard Buffet demande à Lafont d'organiser une course sur son domaine de Château-l'Arc. Il y fait transporter des arènes démontables par Arthur San Juan (père de Francis). Les raseteurs s'y partagent la somme record d'1 600 000 francs (il faudra attendre la course organisée par Marcel Mailhan en 1975 en présence de Saddam Hussein pour en retrouver une comparable).
En 1960, il achète les terres de Fernand Granon en viager, qui rend à cette occasion hommage à Lafont. La même année, à la demande d'Yves Allégret, il organise au mas de Sainte-Anne le tournage d'une scène de Chien de pique.
En 1961, alors qu'il est le propriété du seul modèle de GAZ 12 ZIM en circulation en France, immatriculé 877 EP 30, il l'offre à son ami César pour qu'il le compresse. En échange, César lui restitue des meubles qu'il lui avait achetés, et qu'il regrettait.
Noceur, habitué du Chez Régine, il fonde en 1965 La Churascaïa, une boîte de nuit où il attire de nombreuses célébrités ainsi qu'une large part de la « jeunesse régionale ». L'inauguration a lieu le 29 juin sur la commune de Vauvert. Il en confie la gestion à Mario Costabel. Après son incendie en 1981, il demande à Ricardo Bofill de reconstruire les lieux, ce qui est chose faite en 1983. Il crée aussi, à proximité immédiate, le restaurant Les Trois Cousines avec Jacqueline Bonafé dite Bobo.
En 1965, il inspire la décoration du restaurant La Camargue qui ouvre à Aigues-Mortes sous la direction de Roger Chaumier. Il s'y rend fréquemment avec ses amis célèbres.
À l'été 1968, il reçoit quelques jours Eunice Kennedy Shriver et Caroline Kennedy, la presse se faisant l'écho de l'accueil du « Seigneur de Camargue ».
Du 19 au 29 novembre 1970, il participe à une série de courses organisées à Paris. Un jour, il doit capturer avec le gardian Jean-Pierre Durieu et le raseteur Daniel Pellegrin un taureau qui s'était échappé dans les rues de la capitale.
Toujours en 1970, il commence son arboretum, sur les conseils de Marie-Laure de Noailles et Léon Goarant. Au fil des ans, il bâtit un jardin botanique composé de centaines d'essences et de plantes du monde entier, véritable « œuvre vivante » pour Hocine Rouagdia ou « oasis de biodiversité » pour Francis Hallé. Il comprend des sculptures de Guy de Rougemont, ami de Lafont, et les espèces rares qu'il abrite lui attirent la visite de diverses sociétés savantes. Le maire de Nîmes Jean Bousquet et la botaniste Véronique Mure l'associent également à la création de l'arboretum de Vacquerolles, situé sur le territoire de la cité des Antonins. Il aide enfin Cristiana Brandolini à constituer le jardin de son hôtel parisien, en lui conseillant un arbre au caramel.
En 1974, il investit avec Éric de Rothschild dans le café de Paris au Grau-du-Roi ; il place à sa tête Germain et Ginette Quilès. Il devient un point de ralliement des raseteurs. Il est orné de la fresque Une passion dans le désert, inspirée de la nouvelle homonyme de Balzac et signée de Gilles Aillaud, Eduardo Arroyo et Antonio Recalcati. Il doit toutefois renoncer à le transformer en casino, faute d'infrastructures attenantes, et revend l'affaire au bout de quelques années.
En 1975, les Hourtès offrent le décor d'Histoire d'O, film de Just Jaeckin qui suscite une ample polémique.
En 1977, il est élu conseiller municipal du Cailar.
Il est de 1983 à 1993 directeur artistique des arènes de Nîmes sous la mandature du maire Jean Bousquet. Il y propose, outre un grand nombre de courses, plusieurs opéras. La première représentation, une mise en scène d'Aida par Vittorio Rossi, connaît un grand succès le 10 juillet 1984. À l'été 1986, il donne la première représentation en France d'Il corsaro, plus de cent ans après sa création. Il s'attache les services de Pier Luigi Pizzi pour d'autres spectacles qui connaissent le succès. En 1989, Carmen pâtit toutefois de l'absence de deux rôles principaux. Le 3 novembre 1985, pour venir en aide aux sinistrés d'un tremblement de terre au Mexique, il organise une rencontre exceptionnelle entre un torero, Nimeño II, et un raseteur, Christian Chomel. Roland Massabuau la qualifie d'« affiche la plus inédite jamais imaginée ».
En 1989, il décide de restaurer la tour d'Anglas située dans son giron. Il s'attache à l'occasion à retracer, deux ans durant, l'historique de ses propriétaires ; il est aidé par l'archiviste Lise Carretero. Il publie ses recherches en juillet 1994 dans Midi libre sous la forme d'un feuilleton quotidien de 22 épisodes intitulé « Si la tour d'Anglas m'était contée ».
En 1990, alors que la région est menacée de bétonisation, il préside le Comité de défense de la Petite Camargue. Il inaugure la même année une rue portant son nom à Beauvoisin. En 1991, il est le dédicataire du roman Les Filles du Calvaire de son ami Pierre Combescot, qui reçoit le prix Goncourt. Dans les années 1990, Thierry Félix devient pour lui une sorte d'« homme à tout faire », tandis que la manade connaît une période de tassement.
Éprouvant une certaine lassitude, il vend sa discothèque à Igor et Samy Alary. Il entre aussi en contact avec Louis Nicollin qui s'est publiquement dit intéressé par sa manade. En 1997, il lui vend son élevage, en même temps que la Churascaïa. Il se retire officiellement à la fin de la saison 1998 et se consacre dès lors entièrement à son arboretum, avec l'aide de Félix. Le 5 août 2004, au son de la chanson Le lion est mort ce soir, jouée « par une banda d'étudiants nîmois et le plus faux possible », son éloge funèbre est prononcé par Jean-Claude Carrière à l'occasion de l'inauguration de son tombeau conçu par Jean-Michel Othoniel. Jugé « un tantinet kitsch » par Robert Chamboredon, il porte l'épitaphe : « Ici gira Jean Lafont, manadier au Calmar de 1945 à 1997. »
Peu après son « enterrement », il fait un grave malaise, mais se rétablit. Dans ses dernières années, lassé par les passions de sa vie, il s'adonne le plus clair de son temps aux mots croisés. Souffrant, il tente de se suicider mais échoue. Il demeure toutefois « heureux que tous ses arbres lui survivent ». Il meurt le 13 janvier 2017 à l'hôpital de Nîmes (où il avait été admis le jour de Noël 2016), à l'âge de 94 ans,,, Son tombeau ayant été mis à bas par un coup de vent quinze jours avant sa mort, il est incinéré au crématorium de Nîmes ; une partie de ses cendres est conservée par Sophie Calle. La ville du Cailar lui rend hommage le 5 août suivant, en lui consacrant la première journée de la fête votive. Il laisse un jardin botanique et une bibliothèque « monumentale » ; sa collection est vendue en septembre chez Drouot,.

## Compléments